# Іонна сила
Іо́нна си́ла (рос. ионная сила, англ. ionic strength) — величина I, що пов'язана з електростатичною взаємодією  в розчині сильного електроліту. Визначається концентраціями й зарядами всіх наявних іонів і є тією змінною, від якої залежать коефіцієнти  активності  розчинених  компонентів;  має розмірність  концентрації[моль  дм-3].  Вираховується  як півсума добутків концентрацій іонів (сі) на квадрати їх зарядів (zi2):
I= 0,5 Σ(ci zi2)
або
Im= 0,5 Σ(mi zi2),
де сі — молярна концентрація, mі — моляльність іонів i в розчині, zі — заряд іона i, підсумовування робиться для всіх іонів у розчині (для розчинів концентрацією 1 моль л-1 CaCl2Im= 3, для K4[Fe(CN)6] — Im= 10).